# Curt Lahr
Curt Robert Lahr, auch Kurt Lahr, (* 2. Dezember 1898 in Silberstraße; † 16. Februar 1974 in Stuttgart) war Leiter der Sächsischen Staatskanzlei, Präsident des Sächsischen Sparkassenverbands und SS-Führer.

## Leben
Der aus einfachen Verhältnissen stammende Lahr war von 1916 bis 1920 als Hilfsarbeiter bei den Stadtverwaltungen in Nossen und in Schwarzenberg tätig, bevor er Buchhalter der Sparkasse der Gemeinde Rechenberg wurde. 1923 übernahm er die Leitung der Sparkasse in Augustusburg, die er bis 1932 leitete. In dieser Funktion trat er zum 1. August 1930 in die NSDAP ein (Mitgliedsnummer 295.566). 1932 übernahm er die Leitung der Sparkasse und Stadtbank Hartha. Im Mai 1933 trat er in den sächsischen Staatsdienst ein. Im Mai 1933 bestimmte ihn Johann Christian Eberle zu seinem Stellvertreter und Nachfolger als Präsident des Sächsischen Sparkassenverbands. Von 1933 bis 1935 war Lahr Leiter des Büros von Reichsstatthalter und Gauleiter Martin Mutschmann. Im Jahr 1934 trat er in die SS (SS-Nummer 278 257) ein. Im Zusammenhang mit der Übernahme der Führung der sächsischen Landesregierung durch Mutschmann wurde Lahr 1935  Leiter der Sächsischen Staatskanzlei, der er bis 1937 vorstand. 
Im Oktober 1936 wurde er Mitbegründer des „Heimatwerks Sachsen – Verein zur Förderung des sächsischen Volkstums e. V.“, zu dessen Vorsitzendem der erzgebirgische Industrielle Friedrich Emil Krauß gewählt wurde, die Geschäftsführung übernahm Arthur Graefe. Ziel dieses Vereins, der stark an die Staatskanzlei angebunden blieb, war die Steuerung und Gleichschaltung aller kulturellen Bestrebungen in Sachsen im Sinne der NSDAP. 
Er war seit 1935 Mitglied im Aufsichtsrat der Auto Union AG in Chemnitz.
Nach dem Tod Eberles widmete er sich, um zunehmenden Differenzen mit dem Gauleiter wegen seines sozialen Engagements zu entgehen, ab 1938 nur noch dem Sparkassenwesen und seiner Tätigkeit in der SS, in der er am 20. April 1942 zum Standartenführer des SS-Oberabschnittes Elbe ernannt wurde. Nach dem Ende des Zweiten Weltkriegs wurde er abgesetzt und in verschiedenen Kriegsgefangenenlagern interniert. Vor seiner Pensionierung arbeitete er als Außendienstmitarbeiter beim Deutschen Sparkassenverlag in Stuttgart.
Curt Lahr war seit 1924 verheiratet und hatte einen Sohn und zwei Töchter.